# Ivanice
Ivanice é um município da Eslováquia, situado no distrito de Rimavská Sobota, na região de Banská Bystrica. Tem 5,6 km² de área e sua população em 2018 foi estimada em 292 habitantes.

## Demografia
| Ano:        | 1994 | 2004   | 2014    | 2024   |
| ----------- | ---- | ------ | ------- | ------ |
| Broj ljudi: | 185  | 203    | 246     | 248    |
| Razlika:    |      | +9,72% | +21,18% | +0,81% |

| Ano:               | 2023 | 2024   |
| ------------------ | ---- | ------ |
| Número de pessoas: | 243  | 248    |
| Diferença:         |      | +2,05% |